# Cantonul Nidwald
Cantonul Nidwald este un semicanton al Elveției, care împreună cu semicantonul Obwald formează regiunea Unterwald, amplasată în zona centrală a Elveției.